# 243P/NEAT
243P/NEAT è una cometa periodica appartenente alla famiglia delle comete gioviane. La cometa è stata scoperta il 24 settembre 2003, la sua riscoperta il 15 agosto 2010 da parte degli astrofili italiani Giovanni Sostero ed Ernesto Guido ha permesso di numerarla. Unica cosa degna di nota di questa cometa è l'outburst di circa 2a avuto tra il 10 ed il 12 dicembre 2018 quando raggiunse la 15,4a.